# Debos placatus
Debos placatus är en fjärilsart som beskrevs av Joannis 1929. Debos placatus ingår i släktet Debos och familjen mätare. Inga underarter finns listade i Catalogue of Life.